# クライ・ライク・ア・レインストーム
| 専門評論家によるレビュー | 専門評論家によるレビュー |
| レビュー・スコア         | レビュー・スコア         |
| 出典                     | 評価                     |
| ------------------------ | ------------------------ |
| オールミュージック       | [ 1 ]                    |
| シカゴ・トリビューン     | [ 2 ]                    |
| ロサンゼルス・タイムス   | [ 3 ]                    |
| ローリング・ストーン     | [ 4 ]                    |

『クライ・ライク・ア・レインストーム』（原題：Cry Like a Rainstorm、Howl Like the Wind）は、アメリカ人シンガー/プロデューサーのリンダ・ロンシュタットによるスタジオ・アルバムであり、1989年10月にエレクトラ・レコードからリリースされた。ピーター・アッシャーによってプロデュースされ、このアルバムではグラミー賞を受賞した2曲を含む数曲が歌手アーロン・ネヴィルとのデュエットをフィーチャーし、さらに数曲がジミー・ウェッブよびカーラ・ボノフによる楽曲となっている。300万枚以上を売り上げ、米国だけでトリプルプラチナの認定を受けるとともに、世界中で大成功を収めた。 

## 構成
『クライ・ライク・ア・レインストーム』はロック、R&B、ポップ・ジャンルのさまざまな曲のコレクションである。さらに、アルバムにはいくつかのバラード、特にジミー・ウェッブの「アディオス」が含まれている。12曲のうち、ロンシュタットはネヴィル・ブラザーズとして有名なアーロン・ネヴィルとの4曲のデュエットを収録することを選択した。さらに、このアルバムは、バッキングミュージシャンとしてスカイウォーカー・シンフォニー、タワー・オブ・パワーのホーン・セクション、オークランド・インターフェイス・ゴスペル・クワイアなどを従えて、大きな制作価値が目立つ。また、ソングライターのジミー・ウェッブ、カーラ・ボノフによる曲、ブライアン・ウィルソンのロンシュタットの14曲目のトップ10アダルト・コンテンポラリー・シングル「アディオス」のバックアップ歌手およびアレンジャーとしてのも含まれている。アルバムのアレンジャーとしてはマーティ・ペイチ、デヴィッド・キャンベル、ジミー・ウェッブ、グレッグ・アダムス、テランス・ケリーが参加している。 

## 評価
『クライ・ライク・ア・レインストーム』は評論家の称賛を受け、ロンシュタットをネヴィルとのデュエットの1つであるゴールド認定のヒット・シングル「ドント・ノウ・マッチ」でチャート・トップの座に返り咲かせた。「ドント・ノウ・マッチ」と、ネヴィルとの別のチャートトップのデュエットである「オール・マイ・ライフ」の2曲は、それぞれデュオまたはグループのボーカルによるベストポップのグラミー賞を1990年と1991年に受賞した。このアルバムによってロンシュタットはベット・ミドラー、ボニー・レイット、グロリア・エステファン、ポーラ・アブドゥルと共に女性のベスト・ポップ・ボーカル・パフォーマンスでグラミー賞にノミネートされた。アルバムは米国 Billboard 200で7位に達し、チャート上に1年以上とどまり、米国だけで300万枚以上を販売り上げたた（トリプルプラチナ認定）。 
『クライ・ライク・ア・レインストーム』は『夢はひとつだけ』、『ホワッツ・ニュー』とともにロンシュタットの全米で最も売れている3枚のスタジオ・アルバムの1つである。これはまた、特にオーストラリアとイギリスでだが、世界で最も売れているアルバムの1枚であり、100,000枚以上（認定ゴールド）を売り上げた。このアルバムは現在絶版だが（2020/03/06現在）、ダウンロードおよびストリーミングのためにオンラインで引き続き利用することができる。 
1989年後半にアルバムがビルボード・トップ10に達したとき、ロンシュタットはバーブラ・ストライサンドに続く10枚のトップ10アルバムを達成した史上2番目の女性レコーディング・アーティストとなった。 

## 収録曲
| #         | タイトル | 作詞  | 作曲・編曲 | 時間 |
| --------- | --- | ----- | ---------- | ---- |
| 1.        | 「サウンド・オブ・マイ・ヴォイス - "Still Within the Sound of My Voice"」(ジミー・ウェッブ)                                                             |       |            | 4:32 |
| 2.        | 「クライ・ライク・ア・レインストーム - "Cry Like a Rainstorm"」(エリック・カズ)                                                                         |       |            | 3:36 |
| 3.        | 「オール・マイ・ライフ - "All My Life"」(カーラ・ボノフ)                                                                                                |       |            | 3:36 |
| 4.        | 「アイ・ニード・ユー - "I Need You"」(ポール・キャラック、ニック・ローウェ、マーティン・ベルモント)                                                     |       |            | 2:52 |
| 5.        | 「ドント・ノウ・マッチ - "Don't Know Much"」(バリー・マン、シンシア・ワイル、トム・スノウ)                                                              |       |            | 3:35 |
| 6.        | 「アディオス - "Adios"」(ジミー・ウェッブ) |       |            | 3:36 |
| 7.        | 「トラブル・アゲイン - "Trouble Again"」(カーラ・ボノフ、ケニー・エドワーズ)                                                                            |       |            | 3:19 |
| 8.        | 「アイ・キープ・イット・ヒッド - "I Keep it Hid"」(ジミー・ウェッブ)                                                                                    |       |            | 3:58 |
| 9.        | 「ソー・ライト・ソー・ロング - "So Right, So Wrong"」(ポール・キャラック、ニック・ローウェ、マーティン・ベルモント、J.E.サイリング、ジェームス・エラー) |       |            | 3:28 |
| 10.       | 「シャッタード - "Shattered"」(ジミー・ウェッブ) |       |            | 2:54 |
| 11.       | 「僕のベイビーに何か? - "When Something Is Wrong with My Baby"」(アイザック・ヘイズ、デヴィッド・ポーター)                                              |       |            | 3:52 |
| 12.       | 「グッドバイ・マイ・フレンド - "Goodbye My Friend"」(カーラ・ボノフ)                                                                                    |       |            | 3:44 |
| 合計時間: | 合計時間: | 43:02 |            |      |

## パーソネル

### ミュージシャン
- リンダ・ロンシュタット - リードとハーモニーのボーカル、バッキングボーカル（4）
- アーロン・ネヴィル - リードとハーモニーのボーカル（3、4、5、11）
- ジミー・ウェッブ - アコースティックピアノ（1）、オーケストラアレンジメント（6）
- ロビー・ブキャナン - キーボード（1、3、4、7、10、11、12）、オルガン（2、4）
- ドン・グロルニック - アコースティックピアノ（2、3、5、7-12）、キーボード（6）
- ウィリアム・D."スミティー"・スミス - エレクトリックピアノ（4）
- マイケル・ランドウ - エレキギター（1-9、11、12）
- ディーン・パークス - エレキギター（1、2、4、6-11）
- アンドリュー・ゴールド - エレキギター（3）、12弦エレキギター（7）、ギター（12）
- リーランド・スカラー - ベース（1、4、5、9、12）
- デヴィッド・ハンゲイト - ベース（2、3、6、8、10、11）
- カルロス・ヴェガ - ドラムス（1-6、8-11）
- ラス・カンケル - ドラムス（7、12）
- マイケル・フィッシャー - パーカッション（1、5、7、9）
- ピーター・アッシャー - パーカッション（7）
- タワー・オブ・パワー - ホーン（11）
- マーティ・ペイチ - オーケストラ編曲と指揮者（1、2、8、10）
- テランス・ケリー - 合唱団と指揮者（2、8、9）
- デヴィッド・キャンベル - オーケストラ編曲（3、5、7、12）、指揮者（3-7、11、12）
- グレッグ・アダムス - オーケストラ編曲（4、11）、ホーン編曲（11）、指揮者（11）
- スカイウォーカー交響楽団 - オーケストラ（1-8、10、11、12）
- パベル・ファーカス - コンサートマスター（1-8、10、11、12）
- ローズマリー・バトラー - 追加のバッキングボーカル（2）、バッキングボーカル（4、7）
- オークランド・インターフェイス・ゴスペル合唱団 - 合唱団（2、8、9）
- ジョン・ジョイス - バッキング・ボーカル（4）
- アーノルド・マッカラー - バッキングボーカル（4）
- ブライアン・ウィルソン - バッキングボーカル（6）、アレンジメント（6）

### プロダクション
- ピーター・アッシャー – プロデューサー
- スティーヴ・タイレル – 共同プロデューサー（トラック5）
- ジョージ・マッセンバーグ – レコーディングとミキシング
- フランク・ウルフ – 追加のレコーディング
- ボブ・エドワーズ – アシスタントエンジニア
- シャロン・ライス – アシスタントエンジニア
- マイク・ロス – アシスタントエンジニア
- ジム・シェルター – アシスタントエンジニア
- アイビー・スコフ – プロダクション・コーディネイト
- ジョン・コシュ – アート・ディレクション、デザイン
- ロバート・ブレイクマン – 写真
- キャシー・カー – パーソナルアシスタント
- ジャネット・スターク – パーソナルアシスタント
- チャールズ・バーバー – マーティ・ペイチのアシスタント
- ジェフ・ビール – オーケストラ音楽コーディネーター
- グレッグ・サドマイヤー – オーケストラ音楽コーディネーター

## チャート
アルバム
| 年   | チャート             | 最高位 |
| ---- | -------------------- | ------ |
| 1989 | 全英アルバムチャート | 43     |
| 1989 | 米国ビルボード 200   | 7      |

シングル
| 年   | シングル                 | チャート                 | 最高位 |
| ---- | ------------------------ | ------------------------ | ------ |
| 1989 | 「ドント・ノウ・マッチ」 | アダルトコンテンポラリー | 1      |
| 1989 | 「ドント・ノウ・マッチ」 | ビルボードホット100      | 2      |
| 1990 | 「アディオス」           | アダルトコンテンポラリー | 9      |
| 1990 | 「オール・マイ・ライフ」 | アダルトコンテンポラリー | 1      |
| 1990 | 「オール・マイ・ライフ」 | ビルボードホット100      | 11     |
| 1990 | 「僕のベイビーに何か?」  | アダルトコンテンポラリー | 5      |
| 1990 | 「僕のベイビーに何か?」  | ビルボードホット100      | 78     |